# 신호정보
신호정보(信號情報)는 정보기관이 수집한 신호정보(signals intelligence, SIGINT)를 말한다. 민감한 정보들은 종종 암호화가 되어 있으며, 따라서 정보기관은 복호화 기술을 갖추고 있다.

## 코민트
통신정보를 코민트(COMINT, Communications Intelligence)라고 부른다.

## 엘린트
전자정보를 엘린트(ELINT, Electronic signals intelligence)라고 부른다.

## 대한민국
한국의 시긴트 부대는 경기도 성남시에 본부가 있는 777사령부이다. 777사령부는 미국 NSA와 함께 전국에 감청기지를 운영중이다.
- NSA,  미국, 규모 4만명
- GCHQ,  영국, 규모 6천명
- 777사령부,  대한민국

## 같이 보기
- 에드워드 스노든
- 모자이크 이론
- 파인 갭